# Akodon azarae
Az Akodon azarae az emlősök (Mammalia) osztályának rágcsálók (Rodentia) rendjébe, ezen belül a hörcsögfélék (Cricetidae) családjába tartozó faj.

## Neve
Ez a rágcsáló a fajnevét, azaz az azarae-t, a spanyol Felix de Azaráról, aki katonai mérnök, természetbúvár, ornitológus, a Río de la Plata vidékének első feltérképezője és leírója volt.

## Előfordulása
Az Akodon azarae előfordulási területe Dél-Amerikában van. A következő országokban található meg: Brazília legdélebbi részein, Paraguayban és Uruguayban, valamint Kelet-Argentínában.

## Képek

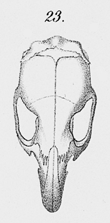
A koponyája felülről
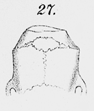
A koponya tetejének hátsó része
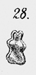
Az őrlőfogai

### Fordítás
- Ez a szócikk részben vagy egészben  az   Akodon azarae című angol Wikipédia-szócikk ezen változatának fordításán alapul.  Az eredeti cikk szerkesztőit annak laptörténete sorolja fel. Ez a jelzés csupán a megfogalmazás eredetét és a szerzői jogokat jelzi, nem szolgál a cikkben szereplő információk forrásmegjelöléseként.